# Fed Cup 2004
La Fed Cup 2004 è stata la 42ª edizione del più importante torneo tennistico per nazionali femminili. Hanno partecipato alla competizione 77 nazionali. La finale si è giocata dal 27 al 28 novembre all'Ice Stadium Krylatskoe di Mosca in Russia ed è stata vinta dalla Russia che ha battuto la Francia.

## World Group
| Squadre partecipanti | Squadre partecipanti | Squadre partecipanti | Squadre partecipanti |
| Argentina            | Australia            | Austria              | Belgio               |
| Croazia              | Rep. Ceca            | Francia              | Germania             |
| Giappone             | Italia               | Russia               | Slovacchia           |
| Slovenia             | Spagna               | Svizzera             | Stati Uniti          |
| -------------------- | -------------------- | -------------------- | -------------------- |

### Tabellone
|  | Primo turno 24-25 aprile            | Primo turno 24-25 aprile        | Primo turno 24-25 aprile |                           |             | Quarti di finale 10-11 luglio | Quarti di finale 10-11 luglio    | Quarti di finale 10-11 luglio |   |   | Semifinali 24-25 novembre | Semifinali 24-25 novembre        | Semifinali 24-25 novembre |   |  | Finale 27-28 novembre | Finale 27-28 novembre | Finale 27-28 novembre |
|  |                                     |                                 |                          |                           |             |                               |                                  |                               |   |   |                           |                                  |                           |   |  |                       |                       |                       |
|  | Portorose, Slovenia (Terra)         |                                 |                          |                           |             |                               |                                  |                               |   |   |                           |                                  |                           |   |  |                       |                       |                       |
|  | S                                   | Stati Uniti                     | 4                        |                           |             |                               |                                  |                               |   |   |                           |                                  |                           |   |  |                       |                       |                       |
|  | S                                   | Stati Uniti                     | 4                        | Innsbruck, Austria (hard) |             |                               |                                  |                               |   |   |                           |                                  |                           |   |  |                       |                       |                       |
|  |                                     | Slovenia                        | 1                        |                           |             |                               |                                  |                               |   |   |                           |                                  |                           |   |  |                       |                       |                       |
|  |                                     | Slovenia                        | 1                        | S                         | Stati Uniti | 1                             |                                  |                               |   |   |                           |                                  |                           |   |  |                       |                       |                       |
|  | Sankt Pölten, Austria (Terra)       |                                 |                          | S                         | Stati Uniti | 1                             |                                  |                               |   |   |                           |                                  |                           |   |  |                       |                       |                       |
|  |                                     |                                 | Austria                  | 4                         |             |                               |                                  |                               |   |   |                           |                                  |                           |   |  |                       |                       |                       |
|  | S                                   | Slovacchia                      | Austria                  | 4                         | 2           |                               |                                  |                               |   |   |                           |                                  |                           |   |  |                       |                       |                       |
|  | S                                   | Slovacchia                      |                          |                           | 2           |                               | Mosca, Russia (Sintetico indoor) |                               |   |   |                           |                                  |                           |   |  |                       |                       |                       |
|  |                                     | Austria                         | 3                        |                           |             |                               |                                  |                               |   |   |                           |                                  |                           |   |  |                       |                       |                       |
|  |                                     |                                 |                          |                           |             |                               |                                  | Austria                       | 0 |   |                           |                                  |                           |   |  |                       |                       |                       |
|  | Mosca, Russia (Sintetico indoor)    |                                 |                          |                           |             |                               |                                  | Austria                       | 0 |   |                           |                                  |                           |   |  |                       |                       |                       |
|  |                                     | S                               | Russia                   | 5                         |             |                               |                                  |                               |   |   |                           |                                  |                           |   |  |                       |                       |                       |
|  | S                                   | S                               | Russia                   | 5                         | Russia      | 4                             |                                  |                               |   |   |                           |                                  |                           |   |  |                       |                       |                       |
|  | S                                   | Buenos Aires, Argentina (Terra) |                          |                           | Russia      | 4                             |                                  |                               |   |   |                           |                                  |                           |   |  |                       |                       |                       |
|  |                                     | Australia                       | 1                        |                           |             |                               |                                  |                               |   |   |                           |                                  |                           |   |  |                       |                       |                       |
|  |                                     | Australia                       | 1                        | S                         | Russia      | 4                             |                                  |                               |   |   |                           |                                  |                           |   |  |                       |                       |                       |
|  | Buenos Aires, Argentina (Terra)     |                                 |                          | S                         | Russia      | 4                             |                                  |                               |   |   |                           |                                  |                           |   |  |                       |                       |                       |
|  |                                     |                                 | Argentina                | 1                         |             |                               |                                  |                               |   |   |                           |                                  |                           |   |  |                       |                       |                       |
|  | S                                   | Giappone                        | Argentina                | 1                         | 1           |                               |                                  |                               |   |   |                           |                                  |                           |   |  |                       |                       |                       |
|  | S                                   | Giappone                        |                          |                           | 1           |                               |                                  |                               |   |   |                           | Mosca, Russia (Sintetico indoor) |                           |   |  |                       |                       |                       |
|  |                                     | Argentina                       | 4                        |                           |             |                               |                                  |                               |   |   |                           |                                  |                           |   |  |                       |                       |                       |
|  |                                     |                                 |                          |                           |             |                               |                                  |                               |   |   |                           | S                                | Russia                    | 3 |  |                       |                       |                       |
|  | Maglie, Italia (Terra)              |                                 |                          |                           |             |                               |                                  |                               |   |   |                           | S                                | Russia                    | 3 |  |                       |                       |                       |
|  |                                     | S                               | Francia                  | 2                         |             |                               |                                  |                               |   |   |                           |                                  |                           |   |  |                       |                       |                       |
|  |                                     | S                               | Francia                  | 2                         | Rep. Ceca   | 1                             |                                  |                               |   |   |                           |                                  |                           |   |  |                       |                       |                       |
|  |                                     | Rimini, Italia (Terra)          |                          |                           | Rep. Ceca   | 1                             |                                  |                               |   |   |                           |                                  |                           |   |  |                       |                       |                       |
|  | S                                   | Italia                          | 3                        |                           |             |                               |                                  |                               |   |   |                           |                                  |                           |   |  |                       |                       |                       |
|  | S                                   | Italia                          | 3                        |                           | S           | Italia                        | 2                                |                               |   |   |                           |                                  |                           |   |  |                       |                       |                       |
|  | Amiens, Francia (Terra indoor)      |                                 |                          |                           | S           | Italia                        | 2                                |                               |   |   |                           |                                  |                           |   |  |                       |                       |                       |
|  |                                     | S                               | Francia                  | 3                         |             |                               |                                  |                               |   |   |                           |                                  |                           |   |  |                       |                       |                       |
|  |                                     | S                               | Francia                  | 3                         | Germania    | 0                             |                                  |                               |   |   |                           |                                  |                           |   |  |                       |                       |                       |
|  |                                     |                                 |                          |                           | Germania    | 0                             | Mosca, Russia (Sintetico indoor) |                               |   |   |                           |                                  |                           |   |  |                       |                       |                       |
|  | S                                   | Francia                         | 5                        |                           |             |                               |                                  |                               |   |   |                           |                                  |                           |   |  |                       |                       |                       |
|  | S                                   | Francia                         | 5                        |                           |             |                               |                                  |                               |   | S | Francia                   | 5                                |                           |   |  |                       |                       |                       |
|  | Los Belones, Murcia, Spagna (Terra) |                                 |                          |                           |             |                               |                                  |                               |   | S | Francia                   | 5                                |                           |   |  |                       |                       |                       |
|  |                                     | S                               | Spagna                   | 0                         |             |                               |                                  |                               |   |   |                           |                                  |                           |   |  |                       |                       |                       |
|  |                                     | S                               | Spagna                   | 0                         | Svizzera    | 2                             |                                  |                               |   |   |                           |                                  |                           |   |  |                       |                       |                       |
|  |                                     | Jerez, Spagna (Terra)           |                          |                           | Svizzera    | 2                             |                                  |                               |   |   |                           |                                  |                           |   |  |                       |                       |                       |
|  | S                                   | Spagna                          | 3                        |                           |             |                               |                                  |                               |   |   |                           |                                  |                           |   |  |                       |                       |                       |
|  | S                                   | Spagna                          | 3                        |                           | S           | Spagna                        | 3                                |                               |   |   |                           |                                  |                           |   |  |                       |                       |                       |
|  | Bree, Belgio (Terra indoor)         |                                 |                          |                           | S           | Spagna                        | 3                                |                               |   |   |                           |                                  |                           |   |  |                       |                       |                       |
|  |                                     | S                               | Belgio                   | 2                         |             |                               |                                  |                               |   |   |                           |                                  |                           |   |  |                       |                       |                       |
|  |                                     | S                               | Belgio                   | 2                         | Croazia     | 2                             |                                  |                               |   |   |                           |                                  |                           |   |  |                       |                       |                       |
|  |                                     |                                 |                          |                           | Croazia     | 2                             |                                  |                               |   |   |                           |                                  |                           |   |  |                       |                       |                       |
|  | S                                   | Belgio                          | 3                        |                           |             |                               |                                  |                               |   |   |                           |                                  |                           |   |  |                       |                       |                       |

Le perdenti del primo turno accedono ai Play-off con i vincitori del World Group II.

### Finale
| Russia 3 | Ice Stadium Krylatskoe, Mosca, Russia 27 novembre - 28 novembre 2004 carpet (indoor) | Ice Stadium Krylatskoe, Mosca, Russia 27 novembre - 28 novembre 2004 carpet (indoor) | Francia 2 |      |     |  |
| \| \| \| \| 1 \| 2 \| 3 \| \| \| - \| \| ---------------------------------------------------------------- \| ---- \| ---- \| --- \| \| \| 1 \| \| Svetlana Kuznecova Nathalie Dechy \| 6 3 \| 65 7 \| 6 8 \| \| \| 2 \| \| Anastasija Myskina Tatiana Golovin \| 6 4 \| 7 65 \| \| \| \| 3 \| \| Anastasija Myskina Nathalie Dechy \| 6 3 \| 6 4 \| \| \| \| 4 \| \| Svetlana Kuznecova Tatiana Golovin \| 4 6 \| 1 6 \| \| \| \| 5 \| \| Anastasija Myskina / Vera Zvonarëva Marion Bartoli / Émilie Loit \| 7 65 \| 7 5 \| \| \| |                                                                                      |                                                                                      |           |      |     |  |
| |                                                                                      |                                                                                      | 1         | 2    | 3   |  |
| 1 | Russia (bandiera) · Francia (bandiera)                                               | Svetlana Kuznecova Nathalie Dechy                                                    | 6 3       | 65 7 | 6 8 |  |
| 2 | Russia (bandiera) · Francia (bandiera)                                               | Anastasija Myskina Tatiana Golovin                                                   | 6 4       | 7 65 |     |  |
| 3 | Russia (bandiera) · Francia (bandiera)                                               | Anastasija Myskina Nathalie Dechy                                                    | 6 3       | 6 4  |     |  |
| 4 | Russia (bandiera) · Francia (bandiera)                                               | Svetlana Kuznecova Tatiana Golovin                                                   | 4 6       | 1 6  |     |  |
| 5 | Russia (bandiera) · Francia (bandiera)                                               | Anastasija Myskina / Vera Zvonarëva Marion Bartoli / Émilie Loit                     | 7 65      | 7 5  |     |  |

## World Group Play-offs
Data: 10-11 luglio
| Impianto (superficie)                  | Squadra ospitante | Punteggio | Squadra ospite |
| -------------------------------------- | ----------------- | --------- | -------------- |
| Bang Kapi, Thailandia (Cemento indoor) | Thailandia        | 3-2       | Australia      |
| San Paolo, Brasile (Terra)             | Brasile           | 1-4       | Croazia        |
| Tallinn, Estonia (Terra)               | Estonia           | 2-3       | Rep. Ceca      |
| Ilyichevsk, Ucraina (Terra)            | Ucraina           | 2-3       | Germania       |
| Plovdiv, Bulgaria (Terra)              | Bulgaria          | 2-3       | Giappone       |
| Bratislava, Slovacchia (Terra)         | Slovacchia        | 4-0       | Bielorussia    |
| Giacarta, Indonesia (hard)             | Indonesia         | 4-1       | Slovenia       |
| Dorval, Canada (Terra)                 | Canada            | 2-3       | Svizzera       |

- Indonesia e Thailandia promosse al World Group II della Fed Cup 2005.
- Croazia, Repubblica Ceca, Germania, Giappone, Slovacchia e Svizzera qualificate al World Group II della Fed Cup 2005.
- Bielorussia (EPA), Brasile (AM), Bulgaria (EPA), Canada (AM), Estonia (EPA) ed Ucraina (EPA) rimangono nel Gruppo I Zonale della Fed Cup 2005.
- Australia (AO) e Slovenia (EPA) retrocesse al Gruppo I Zonale della Fed Cup 2005.

## Zona Americana

### Gruppo I
Squadre partecipanti
- Brasile — promossa al World Group Play-offs
- Canada — promossa al World Group Play-offs
- Cile — retrocessa nel Gruppo II della Fed Cup 2005
- Colombia — retrocessa nel Gruppo II della Fed Cup 2005
- Cuba
- El Salvador
- Messico
- Porto Rico
- Uruguay

### Gruppo II
Squadre partecipanti
- Bolivia — promossa al Gruppo I della Fed Cup 2005
- Rep. Dominicana
- Ecuador
- Guatemala
- Giamaica
- Paraguay — promossa al Gruppo I della Fed Cup 2005
- Venezuela

## Zona Asia/Oceania

### Gruppo I
Squadre partecipanti
- Cina
- Taipei cinese
- India — promossa al World Group Play-offs
- Indonesia
- Nuova Zelanda
- Filippine — retrocessa nel Gruppo II della Fed Cup 2005
- Corea del Sud
- Thailandia — promossa al World Group Play-offs
- Uzbekistan — retrocessa nel Gruppo II della Fed Cup 2005

### Gruppo II
Squadre partecipanti
- Kazakistan — promossa al Gruppo I della Fed Cup 2005
- Oceania Pacifica
- Singapore — promossa al Gruppo I della Fed Cup 2005
- Siria
- Turkmenistan

## Zona Europea/Africana

### Gruppo I
Squadre partecipanti
- Bielorussia — promossa al World Group Play-offs
- Bulgaria — promossa al World Group Play-offs
- Danimarca
- Estonia — promossa al World Group Play-offs
- Grecia
- Israele
- Ungheria
- Lituania — retrocessa nel Gruppo II della Fed Cup 2005
- Paesi Bassi
- Polonia
- Serbia e Montenegro
- Sudafrica
- Svezia
- Ucraina — promossa al World Group Play-offs

### Gruppo II
Squadre partecipanti
- Egitto — retrocessa nel Gruppo III della Fed Cup 2005
- Finlandia
- Giordania
- Regno Unito — promossa al Gruppo I della Fed Cup 2005
- Irlanda
- Lettonia
- Lussemburgo — promossa al Gruppo I della Fed Cup 2005
- Romania
- Turchia — retrocessa nel Gruppo III della Fed Cup 2005

### Gruppo III
Squadre partecipanti
- Algeria
- Bosnia ed Erzegovina
- Botswana
- Kenya
- Malta
- Namibia
- Norvegia — promossa al Gruppo II della Fed Cup 2005
- Tunisia — promossa al Gruppo II della Fed Cup 2005